# FINA Water Polo World Cup 1980
La Coppa del Mondo femminile di pallanuoto 1980 è stata la seconda edizione della manifestazione organizzata dalla FINA.
Le cinque squadre invitate, tra cui anche la squadra giovanile dei Paesi Bassi, erano incluse in un unico girone in cui ciascuna affrontava tutte le altre una sola volta, per un totale di 4 partite per ogni squadra. Le partite si disputarono a Breda.

## Squadre partecipanti
Le squadre sono elencate in ordine alfabetico.
- Australia
- Canada
- Paesi Bassi
- Paesi Bassi giovanile
- Stati Uniti

## Classifica
|    | Squadra               | Punti | G | V | N | P | GF | GS | DR  |
| -- | --------------------- | ----- | - | - | - | - | -- | -- | --- |
| 1. | Paesi Bassi           | 7     | 4 | 3 | 1 | 0 | 37 | 17 | +20 |
| 2. | Stati Uniti           | 5     | 4 | 2 | 1 | 1 | 32 | 20 | +12 |
| 3. | Canada                | 5     | 4 | 2 | 1 | 1 | 25 | 23 | +2  |
| 4. | Australia             | 3     | 4 | 1 | 1 | 2 | 19 | 14 | +5  |
| 5. | Paesi Bassi giovanile | 0     | 4 | 0 | 0 | 4 | 13 | 50 | –37 |

## Risultati
|                       | Paesi Bassi (bandiera) | Stati Uniti (bandiera) | Canada (bandiera) | Australia (bandiera) | Paesi Bassi (bandiera) |
| --------------------- | ---------------------- | ---------------------- | ----------------- | -------------------- | ---------------------- |
| Paesi Bassi           |                        | 8 – 7                  | 4 – 4             | 7 – 6                | 18 – 0                 |
| Stati Uniti           | 7 – 8                  |                        | 5 – 3             | 6 – 6                | 13 – 3                 |
| Canada                | 4 – 4                  | 3 – 5                  |                   | 6 – 5                | 12 – 9                 |
| Australia             | 6 – 7                  | 6 – 6                  | 5 – 6             |                      | 7 – 1                  |
| Paesi Bassi giovanile | 0 – 18                 | 3 – 13                 | 9 – 12            | 1 – 7                |                        |

## Classifica finale
| Vincitore Coppa del Mondo (1º titolo) | Vincitore Coppa del Mondo (1º titolo) |
| ------------------------------------- | ------------------------------------- |
| PAESI BASSI                           |                                       |
| Posizione                             | Squadra                               |
| 2                                     | Stati Uniti                           |
| 3                                     | Canada                                |
| 4                                     | Australia                             |
| 5                                     | Paesi Bassi giovanile                 |